# 람베르트의 코사인 법칙
람베르트의 코사인 법칙(Lambert's cosine law)은 광학에서 이상적인 난반사 표면 또는 이상적인 난방사기에서 관찰된 복사 강도 또는 광도가 관찰자의 시선과 표면 법선 사이의 각도 θ의 코사인에 정비례한다고 말한다. I = I0 cos θ 이 법칙은 코사인 방출 법칙 또는 램버트 방출 법칙이라고도 알려져 있다. 이 이름은 1760년에 출판된 포토메트리아(Photometria)에서 요한 하인리히 람베르트의 이름을 따서 명명되었다.
람베르트의 법칙을 따르는 표면을 "램버시안"(Lambertian)이라고 하며 람베르트 반사를 나타낸다. 이러한 표면은 관찰되는 각도에 관계없이 일정한 복사/휘도를 갖는다. 인간의 눈은 눈이 표면을 관찰하는 각도에 관계없이 일정한 밝기를 갖는 표면을 인식한다. 주어진 영역 요소에서 방출되는 전력이 방출 각도의 코사인만큼 감소하더라도 관찰자가 볼 수 있는 표면에 따른 입체각은 동일한 양만큼 감소하기 때문에 동일한 광도를 갖는다. 전력과 입체각 사이의 비율이 일정하기 때문에 복사휘도(단위 투영 소스 영역당 단위 입체각당 전력)는 동일하게 유지된다.

## 같이 보기
- 패시브 태양열 건물 설계